# SsangYong Chairman
SsangYong Chairman — полноразмерный седан, выпускавшийся южнокорейским автопроизводителем SsangYong с 1997 по 2017 годы. У автомобиля также есть удлиненная версия — лимузин. Первое поколение — Chairman H — производилось до 2014 года, в 2008 году появилось второе поколение Chairman W.
Автомобиль впервые начал производиться в 1997 году для южнокорейского рынка. Его производитель, SsangYong, уже давно производил внедорожники и кроссоверы, но Chairman был его первым седаном. Chairman 1-го поколения был построен на платформе Mercedes-Benz E-класс (известный как W124) 1984 года), однако экстерьер был переделан таким образом, что напоминал Mercedes-Benz S-класс (известный как W140 90-х годов).

## Первое поколение
Chairman H в целом сохранил те ж экстерьер, интерьер, двигатель, трансмиссию и особенности, что и предыдущие модели SsangYong. В 2003 году Chairman получил рестайлинг передней решетки радиатора, передних и задних фар и улучшенный интерьер. В 2005 году Chairman H (хоть он и был разработан на основе Mercedes-Benz W124 1995 года) имел много новшеств для автомобиля того времени и той цены, в том числе: держатели с подогревом и охлаждением стаканов, задние парковочные датчики, датчики дождя, антиблокировочную систему тормозов, электронный контроль устойчивости и противобуксовочную систему, подсвеченные надписи «Chairman» и задние сиденья с индивидуальным электрическим управлением; рулевое колесо могло автоматически двигаться вслед за сиденьем водителя.
Chairman H очень плохо продавался за пределами Кореи, в основном из-за плохих отзывов и отсутствия дилеров SsangYong. Это было частично устранено путём маркировки автомобилей логотипом и типичной решеткой Daewoo в некоторых странах.
В 2011 году Chairman H был вновь переработан, сохраняя при этом дизайн Mercedes-Benz. В марте 2012 года состоялась казахская презентация данной модели казахской же сборки, собираемой в городе Костанай. В январе 2015 года информация об автомобиле исчезла с официального сайта компании. Всего к 2014 году было продано 1718 автомобилей.

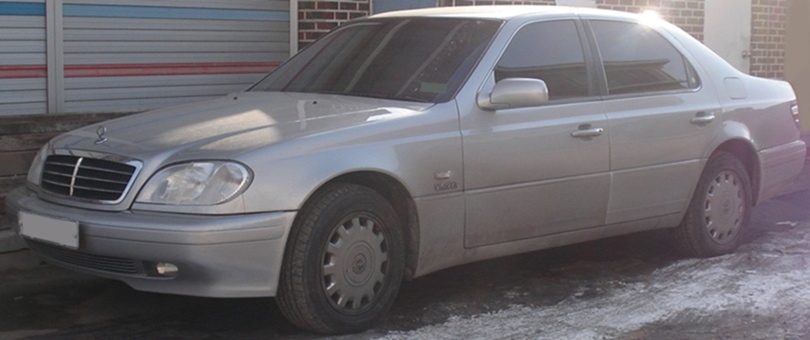
Chairman до фейслифтинга
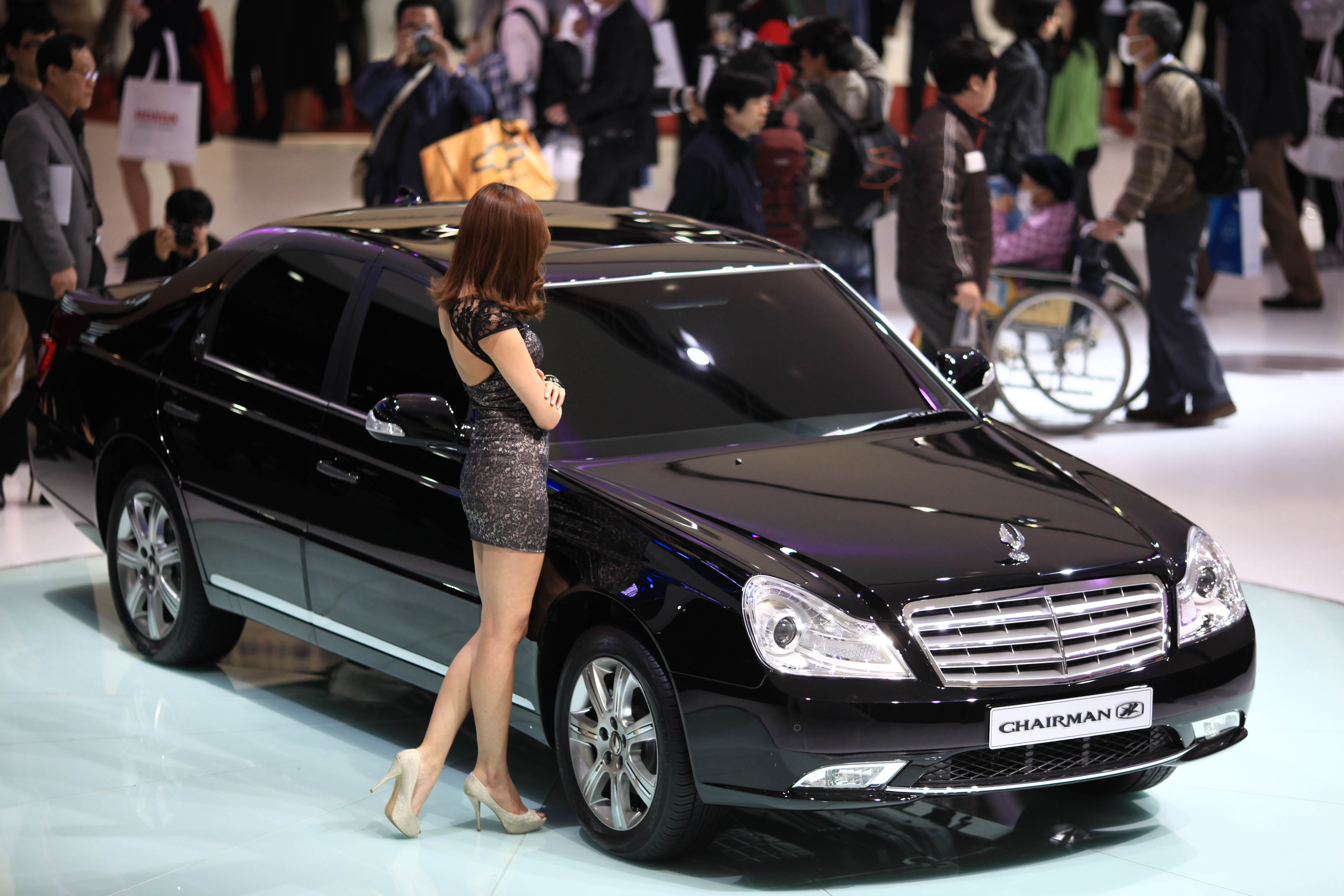
Обновленный Chairman
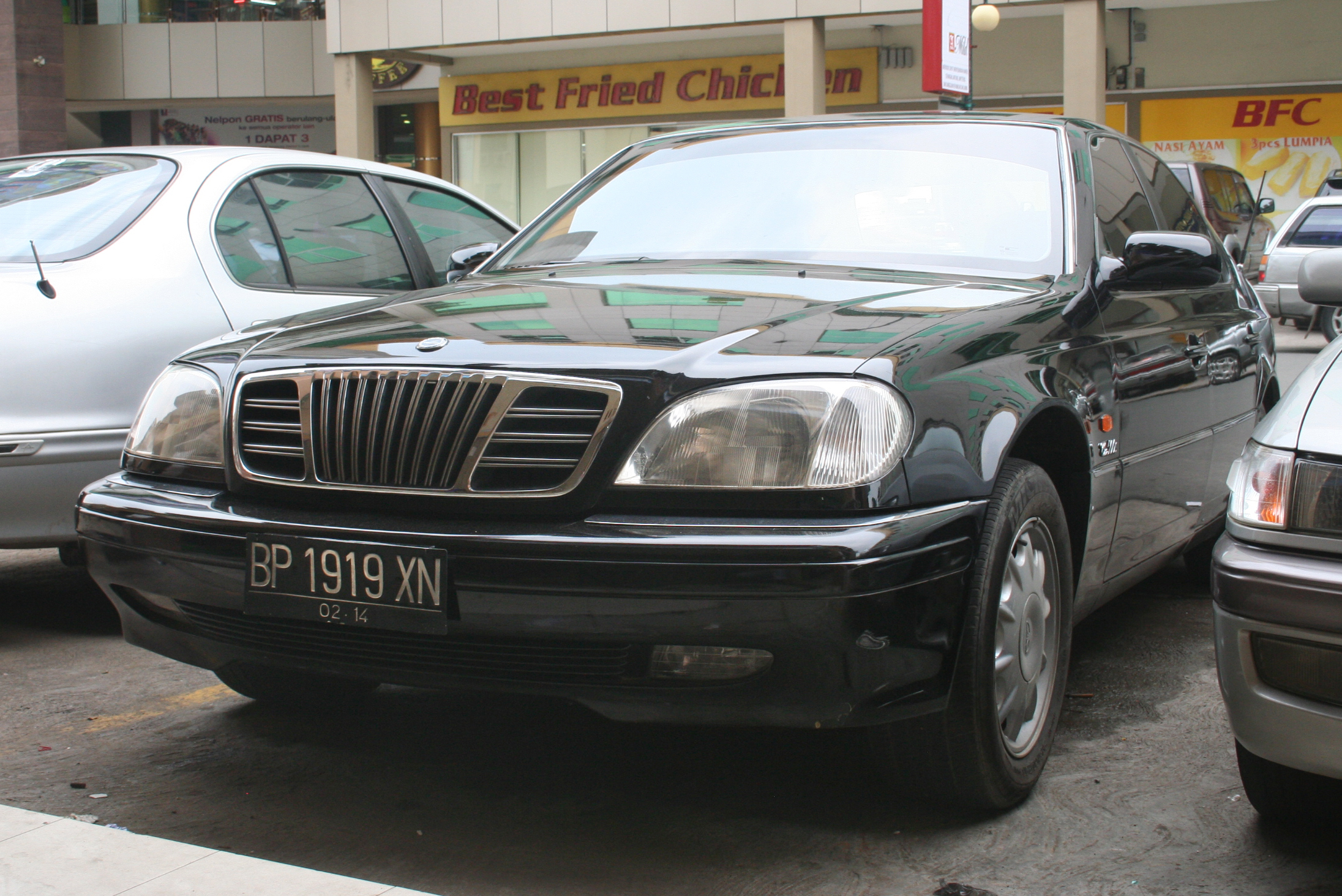
Daewoo Chairman

## Второе поколение
В 2008 SsangYong разработал свой новый флагманский Chairman W. Он был разработан на основе концепт-кара SsangYong WZ. «W» означает «World Class». Chairman W предлагался в шести версиях с двумя двигателями, а также лимузин-версии с дополнительным 4-AWD Tronic (Mercedes-Benz 4Matic). XGi360 имеет электронную систему пневматической подвески с отскоком катушки, которая помогает уменьшить шум и вибрацию, а также расширенное заднее пространство для пассажира, дисплеи для управления развлекательной системой автомобиля, подобно системе MyGIG от Chrysler.
Chairman W был первым корейским представительским седаном с приводом на все четыре колеса.

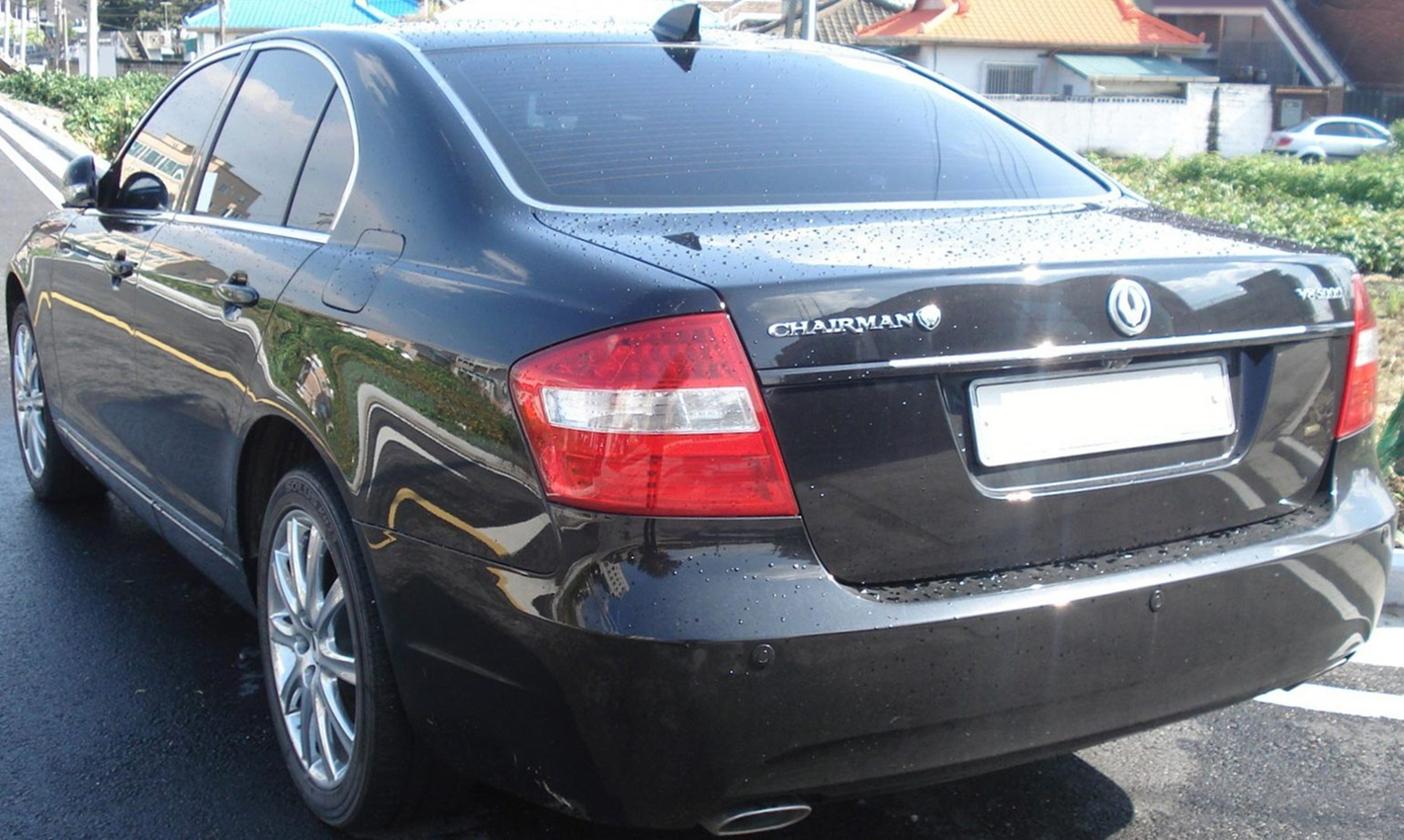
Chairman сзади до фейслифтинга...
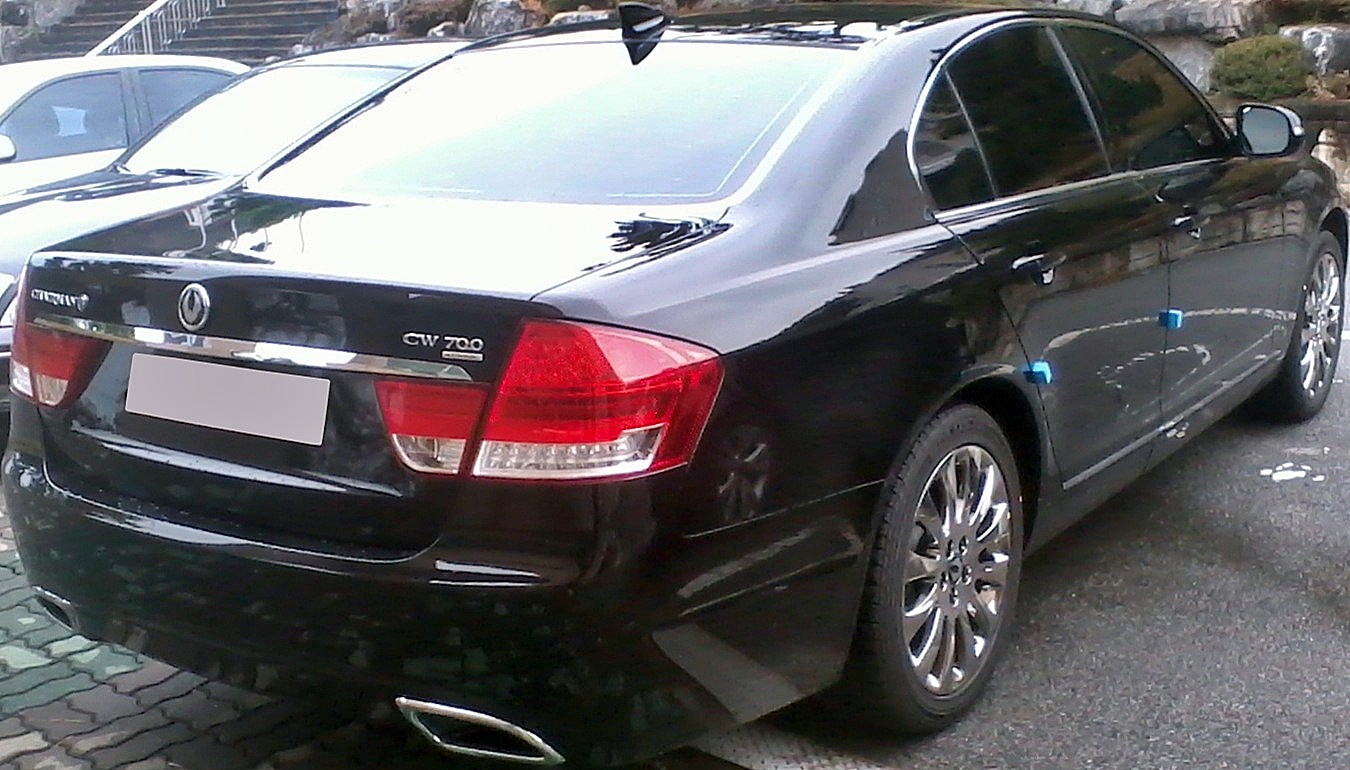
... и после.